# (8739) Morihisa
(8739) Morihisa est un astéroïde de la ceinture principale.

## Description
(8739) Morihisa est un astéroïde de la ceinture principale. Il fut découvert le 30 janvier 1997 à Ōizumi par Takao Kobayashi. Il présente une orbite caractérisée par un demi-grand axe de 3,11 UA, une excentricité de 0,25 et une inclinaison de 4,7° par rapport à l'écliptique.

## Compléments